# Roberto Lucifredi
Roberto Lucifredi (Genova, 13 novembre 1909 – Genova, 19 aprile 1981) è stato un politico e giurista italiano.

## Biografia
Originario di Borghetto d'Arroscia, ebbe a laurearsi in giurisprudenza e in lettere. Dal 1935 fu docente universitario di Diritto pubblico nelle università di Genova, Perugia e Roma. Nel 1940 contribuì al Dizionario di Politica dopo aver partecipato in precedenza alla prima edizione dell'Enciclopedia Italiana con la voce biografica su Alessandro Manzoni. Un ufficiale di artiglieria assegnato alla difesa dell'Italia durante il secondo conflitto mondiale, fu arrestato dalle forze tedesche e internato a Dachau a seguito dell'armistizio dell'8 Settembre 1943. La cronaca delle sue esperienze in prigionia fu pubblicata a cura dell'Istituto Storico della Resistenza in un volume intitolato "Rottami". 
Nel 1946, insieme ad altri giuristi, fondò Il Foro Padano, rivista di giurisprudenza nell'alta Italia. Nel 1948 fu eletto deputato alla Camera per la Democrazia Cristiana in Liguria. Dal 1951 al 1953 fu sottosegretario alla presidenza del consiglio nel governo De Gasperi VII, con delega alla riforma burocratica e lo resta nel governo Pella e governo Fanfani I nel 1954. Nel 1955 è ancora sottosegretario alla presidenza nel governo Scelba.
Fu rieletto alla Camera per le successive 5 legislature, nel 1953, nel 1958, nel 1963, nel 1968 e nel 1972, e restò a Montecitorio fino al 1976. Fu anche vice presidente della Camera.
Dal 1958 fu uno dei principali esponenti della corrente di Mario Scelba Centrismo popolare, di politici conservatori che aveva come referenti principali, anche Guido Gonella, Mario Martinelli ed Oscar Luigi Scalfaro.

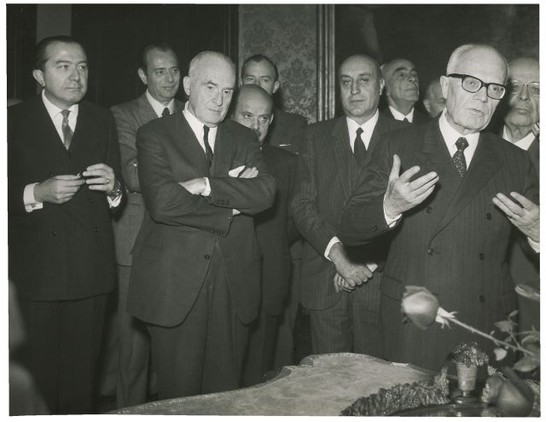
Roberto Lucifredi in compagnia di Giulio Andreotti e Sandro Pertini in occasione della celebrazione degli Auguri di fine anno alla stampa parlamentare.

Nel 1963 nel primo governo Leone fu ministro senza portafoglio per la riforma della Pubblica amministrazione.
Nel 1966 assunse il ruolo di rettore della Libera Università Internazionale degli Studi Sociali (LUISS Guido Carli) alla sua fondazione. 
Fu promotore della creazione della Comunità montana Alta Valle Arroscia e ne fu primo presidente.

## Opere
- Le prestazioni obbligatorie in natura dei privati alle pubbliche amministrazioni (2 volumi., 1934-35);
- L'atto amministrativo nei suoi elementi accidentali (1941);
- L'assemblea costituente (1945);
- Decentramento amministrativo (1956)
- Elementi di diritto pubblico (33ª edizione 1980);
- Rottami (Edizioni L.u.p.a., Genova 1946, Istituto Storico della Resistenza 1982).